# Gelatine
Gelatine er et geleringsmiddel / fortykkelsesmiddel, der består af protein. Det anvendes til at gøre vandige levnedsmidler tykkere (tyktflydende). Gelatine kan fremstilles ud fra collagen fra sener, knogler og hud, i dag typisk fra svin og køer. I kogebogen Den Danske Huusmoder fra 1793 anvises "et pund hjortetak" til fremstilling af "rød eller hvid gele" (gele er her stavet schelee) til 12 personer.[kilde mangler] Gelatine sælges i Danmark under navnet "Husblas". Ordet "Husblas" stammer fra nedertysk (plattysk) og er en sammensætning af "Husen" (højtysk: Hausen), som betyder stør (Belugastør, Huso huso) og "Blase" som betyder svømmeblære, altså et stof oprindelig udvundet fra størens svømmeblære.
Gelatine eller husblas anvendes ofte i medicinkapsler, film, budding, gelé, og i slik som vingummi, lakrids og tyggegummi.

## Fremstilling
Det protein, som gelatinen består af, fremkommer ved en delvis hydrolyse af kollagen, som bl.a. findes i knogler og hud. Produktionen af gelatine består i at udtrække (ekstrahere) dette protein. Først knuses materialet, og der foretages en affedtning. Derefter sker selve ekstraktionen med saltsyre, en proces som tager nogle dage. Efter ekstraktionen behandles det i en basisk opløsning i flere uger, inden det udtrækkes med varmt vand, filtreres, opkoncentreres og steriliseres ved 140 °C og tørres.
Før i tiden blev husblas fremstillet af svømmeblæren fra stør eller torsk.

## Anvendelse

### Fødevarer
Gelatine er et hyppigt anvendt fortykningsmiddel i fødevarer som f.eks. skærefast pålæg, desserter, bl.a. fromager og budding, geléer, vingummi, is, margarine, syltetøj, yoghurt og flødeost. Gelatine anvendes i mange fedtfrie eller fedtreducerede produkter til at give en tekstur, der minder om det tilsvarende fedtholdige produkts. Det benyttes også til at gøre nogle farvestoffer vandopløselige, bl.a. betakaroten, der giver nogle sodavand den gule farve.

### Andre anvendelser
- Skallen om medicinkapsler er lavet af gelatine.
- Fiskeoliekapsler består af en skal af gelatine, der omkapsler fiskeolien. Dette betyder, at man ikke udsættes for fiskeoliens ofte grimme smag.
- Gelatine benyttes i visse former for lim
- I fotografiske film benyttes gelatine til at holde krystaller af sølvhalider i en emulsion.
- Gelatine benyttes til at dække porøse overflader og gøre dem blanke. Dette anvendes f.eks. til spillekort og blankt (glittet) papir.

## Gelatine og BSE
Da gelatine fremstilles af materiale fra bl.a. køer, har der været bekymring om, hvorvidt sygdomme som BSE kunne overføres med produktet. I EU føres der streng kontrol med slagtekvæget, der bliver testet både før og efter slagtning, og kun kvæg, der kan godkendes til menneskeføde, må bruges til fremstilling af gelatine. Derudover er det ikke tilladt at anvende risikomateriale som hjernen, og rygsøjlen, og Storbritannien, Portugal og Schweiz har forbud mod at eksportere gelatine fremstillet af kvæg fra disse tre lande pga. den høje risiko for BSE-inficeret kvæg. I forbindelse med BSE tilfælde i Danmark i 2000 oplyste producenterne, at dansk fremstillet vingummi ikke indeholdt gelatine fra køer, men derimod fra grisehud.